# Phyllocrania paradoxa
Mante fantôme, Mante feuille morte
Espèce
Phyllocrania paradoxa, appelée mante fantôme ou mante feuille morte, est une espèce d'insectes de la famille des Hymenopodidae originaire d'Afrique australe. Cette mante ressemble à une feuille morte. Elle est facile à élever notamment de par sa capacité à tolérer d'autres spécimens avec une faible propension au cannibalisme ce qui est peu commun chez les mantes.

## Répartition
Phyllocrania paradoxa est largement répandu sur le continent Africain et sur ses îles. 